# Cantó de Coussey
El cantó de Coussey és un cantó francès del departament dels Vosges, situat al districte de Neufchâteau. Té 21 municipis i el cap és Coussey.

## Municipis
- Coussey
- Soulosse-sous-Saint-Élophe
- Frebécourt
- Maxey-sur-Meuse
- Moncel-sur-Vair
- Harmonville
- Midrevaux
- Greux
- Autreville
- Punerot
- Domrémy-la-Pucelle
- Autigny-la-Tour
- Sionne
- Ruppes
- Martigny-les-Gerbonvaux
- Chermisey
- Avranville
- Jubainville
- Tranqueville-Graux
- Seraumont
- Clérey-la-Côte

## Història
| Data d'elecció                           | Identitat       | Partit                     | Qualitat |
| ---------------------------------------- | --------------- | -------------------------- | -------- |
| 1945-1951                                | M. Gérôme       | Divers droite              |          |
| 1951-1970                                | M. Uriot        | RGR, després centrista     |          |
| 1970-1985                                | Raymond Beigue  | Centrista, després PS      |          |
| 1985-2001                                | Roger Souchal   | RPR                        |          |
| 2001-                                    | Claude Philippe | divers droite, després UMP |          |
| les dades anteriors no són pas conegudes |                 |                            |          |
|                                          |                 |                            |          |

## Demografia
| A partir de 1990: Població sense dobles comptes |